# Witstuittangare
De witstuittangare (Cypsnagra hirundinacea) is een zangvogel uit de familie Thraupidae (tangaren).

## Verspreiding en leefgebied
Deze soort telt 2 ondersoorten:
- C. h. pallidigula: van Suriname, Frans-Guyana, noordoostelijk Bolivia tot het oostelijke deel van Centraal-Brazilië.
- C. h. hirundinacea: oostelijk Bolivia, Paraguay en zuidelijk Brazilië.